# 2024년 8월
| 2024년: 1월 · 2월 · 3월 · 4월 · 5월 · 6월 · 7월 · 8월 · 9월 · 10월 · 11월 · 12월 |

| \| 2024년 8월 1일 (목요일) \| \| 편집 \| |  |      |
|                                          |  |      |
| 2024년 8월 1일 (목요일)                  |  | 편집 |

| 2024년 8월 1일 (목요일) |  | 편집 |

| \| 2024년 8월 2일 (금요일) \| \| 편집 \| |  |      |
|                                          |  |      |
| 2024년 8월 2일 (금요일)                  |  | 편집 |

| 2024년 8월 2일 (금요일) |  | 편집 |

| \| 2024년 8월 3일 (토요일) \| \| 편집 \| |  |      |
| 스포츠 - 2024년 하계 올림픽, 2024년 하계 올림픽 대한민국 선수단 - 대한민국의 임시현 선수가 양궁 여자 개인전에서 우승, 대회 3관왕에 올랐다. 임시현 선수는 앞서 양궁 여자 단체전과 양궁 혼성 단체전에서 금메달을 기록하였다. - 양궁 여자 개인전 결승전은 임시현 선수와 남수현 선수가 대결하였으며, 두 선수 모두 대한민국 선수이다. 경기 결과 7:3으로 임시현 선수가 금메달, 남수현 선수가 은메달을 획득하였다. |  |      |
| 2024년 8월 3일 (토요일) |  | 편집 |

| 2024년 8월 3일 (토요일) |  | 편집 |

| \| 2024년 8월 4일 (일요일) \| \| 편집 \| |  |      |
| 스포츠 - 2024년 하계 올림픽, 2024년 하계 올림픽 대한민국 선수단 - 남자 양궁의 김우진 선수가 양궁 남자 개인전에서 우승, 대회 3관왕에 올랐다. 김우진 선수는 앞서 양궁 남자 단체전과 양궁 혼성 단체전에서 금메달을 기록하였다. 개인 통산 5번째 금메달로, 김우진은 대한민국에서 가장 많은 올림픽 메달을 획득한 선수가 되었다. - 2024년 하계 올림픽 양궁 일정이 마무리되었으며, 대한민국이 5개 양궁 종목 모두에서 금메달을 기록하였다. - 여자 권투의 임애지 선수가 동메달을 기록하였다. 대한민국 여자 선수의 첫 올림픽 복싱 메달 획득이다. |  |      |
| 2024년 8월 4일 (일요일) |  | 편집 |

| 2024년 8월 4일 (일요일) |  | 편집 |

| \| 2024년 8월 5일 (월요일) \| \| 편집 \| |  |      |
| 경제와 비즈니스 - 2024년 주가 폭락 - 일본 닛케이 평균주가가 4,451포인트(하락률 12.4%) 하락한 31,458에 장을 마감하였다. 4,451포인트 하락은 사상 최대이며, 하락률로는 1987년 10월 20일(블랙 먼데이 다음날. 당시 3,836포인트 하락, 하락률 14.9%) 이후 두 번째이다. NHK는 미국 경제 침체 우려 및 엔화 강세에 따른 일본 기업 실적 불안감 등을 증권 시장에 영향을 미치고 낙폭을 키운 요인으로 지적하였다. 스포츠 - 2024년 하계 올림픽: 남자 장대높이뛰기 경기에서 스웨덴의 아르만드 두플란티스 선수가 6 m 25 cm를 뛰어넘으며 금메달을 기록하였다. 두플란티스는 2024년 4월 중화인민공화국 샤먼시에서 열린 다이아몬드 리그 당시에 자신이 세웠던 6 m 24 cm 세계 기록을 1 cm 경신하며, 올림픽 기록도 새롭게 썼다. 정치와 선거 - 셰이크 하시나 방글라데시 총리가 반정부 시위로 사임하고 인도로 달아났다. |  |      |
| 2024년 8월 5일 (월요일) |  | 편집 |

| 2024년 8월 5일 (월요일) |  | 편집 |

| \| 2024년 8월 6일 (화요일) \| \| 편집 \| |  |      |
|                                          |  |      |
| 2024년 8월 6일 (화요일)                  |  | 편집 |

| 2024년 8월 6일 (화요일) |  | 편집 |

| \| 2024년 8월 7일 (수요일) \| \| 편집 \| |  |      |
|                                          |  |      |
| 2024년 8월 7일 (수요일)                  |  | 편집 |

| 2024년 8월 7일 (수요일) |  | 편집 |

| \| 2024년 8월 8일 (목요일) \| \| 편집 \| |  |      |
| 스포츠 - 2024년 하계 올림픽: 육상 남자 200 m 종목에서 보츠와나의 레칠레 테보호가 19초46의 아프리카 신기록을 세우며 금메달을 획득하였다. 보츠와나 선수의 사상 첫 올림픽 금메달 획득이다. 이를 축하하기 위하여 모크위치 마시시 보츠와나 대통령이 현지시간 9일 오후 반나절을 임시 공휴일로 선포하였다. |  |      |
| 2024년 8월 8일 (목요일) |  | 편집 |

| 2024년 8월 8일 (목요일) |  | 편집 |

| \| 2024년 8월 9일 (금요일) \| \| 편집 \| |  |      |
| 사고와 재해 - 보에파스 리냐스 아에레아스 2283편 추락 사고: 브라질 상파울루주에서 여객기 추락사고가 발생하였다. 이 사고로 인하여 승객 58명과 승무원 4명 등 탑승객 62명 전원이 사망하였다. 스포츠 - 2024년 하계 올림픽 - 케냐의 베아트리체 체벳(Beatrice Chebet) 선수가 육상 여자 10,000 m 종목에서 금메달을 기록, 대회 2관왕이 되었다. 체벳은 8월 5일 육상 여자 5000 m 종목에서 우승하였었다. - 도미니카 공화국의 매릴레이디 파울리노(Marileidy Paulino) 선수가 육상 여자 400 m 종목에서 48초17로 올림픽 기록(OR, Olympic record)과 동시에 도미니카 공화국 기록(NR, National record)을 세우며 금메달을 기록하였다. - 해당 종목의 종전 올림픽 기록은 1996년 하계 올림픽에서 프랑스의 마리조제 페레크가 세운 48초25였다. - 파울리노는 지난 2020년 하계 올림픽(2021년 열림)에서는 여자 4x400 m 계주에서 은메달, 육상 여자 400 m 종목에서 은메달을 기록했었다. |  |      |
| 2024년 8월 9일 (금요일) |  | 편집 |

| 2024년 8월 9일 (금요일) |  | 편집 |

| \| 2024년 8월 10일 (토요일) \| \| 편집 \| |  |      |
|                                           |  |      |
| 2024년 8월 10일 (토요일)                  |  | 편집 |

| 2024년 8월 10일 (토요일) |  | 편집 |

| \| 2024년 8월 11일 (일요일) \| \| 편집 \| |  |      |
| 스포츠 - 2024년 하계 올림픽 - 스타드 드 프랑스에서 2024년 하계 올림픽 폐막식이 열렸다. - 육상 여자 마라톤에서 금메달을 기록한 시판 하산 선수가 폐회식에서 메달을 수여받았다. 파리 올림픽 폐막식에서는 사상 처음으로 여자 마라톤 우승자에 대한 시상식만 진행되었다. - 시판 하산은 육상 여자 5000 m와 육상 여자 10,000 m 종목에서는 각각 동메달을 기록, 출전한 세 개 종목 모두에서 메달을 획득하였다. - 앞서 2021년 열린 2020년 하계 올림픽에서는 처음으로 남·녀 선수에 공동 시상하였다. 육상 여자 마라톤 우승자인 페레스 제프치르(Peres Jepchirchir)에게 메달을 수여하고, 이어 육상 남자 마라톤 우승자인 엘리우드 킵초게 선수에게 메달을 수여했었다. 그 이전에는 남자 마라톤 선수에게 메달을 수여하였다. - 올림픽기가 안 이달고 파리 시장에게서 토마스 바흐 올림픽위원회 위원장을 거쳐, 다음 올림픽 개최지인 로스앤젤레스의 캐런 배스(Karen Bass) 시장에게 이양되었다. 로스앤젤레스는 1984년 하계 올림픽 이후 44년 만에 올림픽을 개최한다. - 2024년 하계 올림픽 메달 집계 결과 1위는 미국(금 40, 은 44, 동 42)이며, 개최국인 프랑스는 5위(금 16, 은 26, 동 22)를 기록하였다. |  |      |
| 2024년 8월 11일 (일요일) |  | 편집 |

| 2024년 8월 11일 (일요일) |  | 편집 |

| \| 2024년 8월 12일 (월요일) \| \| 편집 \| |  |      |
|                                           |  |      |
| 2024년 8월 12일 (월요일)                  |  | 편집 |

| 2024년 8월 12일 (월요일) |  | 편집 |

| \| 2024년 8월 13일 (화요일) \| \| 편집 \| |  |      |
|                                           |  |      |
| 2024년 8월 13일 (화요일)                  |  | 편집 |

| 2024년 8월 13일 (화요일) |  | 편집 |

| \| 2024년 8월 14일 (수요일) \| \| 편집 \| |  |      |
|                                           |  |      |
| 2024년 8월 14일 (수요일)                  |  | 편집 |

| 2024년 8월 14일 (수요일) |  | 편집 |

| \| 2024년 8월 15일 (목요일) \| \| 편집 \| |  |      |
|                                           |  |      |
| 2024년 8월 15일 (목요일)                  |  | 편집 |

| 2024년 8월 15일 (목요일) |  | 편집 |

| \| 2024년 8월 16일 (금요일) \| \| 편집 \| |  |      |
|                                           |  |      |
| 2024년 8월 16일 (금요일)                  |  | 편집 |

| 2024년 8월 16일 (금요일) |  | 편집 |

| \| 2024년 8월 17일 (토요일) \| \| 편집 \| |  |      |
| 사고와 재해 - 레바논에서 전국적인 정전(블랙아웃)이 발생하였다. 연료 부족이 원인으로, 레바논은 경제난과 재정 위기로 인하여 발전소를 가동할 연료 수입에 어려움을 겪고 있는 것으로 알려졌다. |  |      |
| 2024년 8월 17일 (토요일) |  | 편집 |

| 2024년 8월 17일 (토요일) |  | 편집 |

| \| 2024년 8월 18일 (일요일) \| \| 편집 \| |  |      |
| 문화와 예술 - 프랑스의 배우, 영화제작자 알랭 들롱이 사망하였다. 알랭 들롱은 영화 《태양은 가득히》(1960, 르네 클레망 감독)에 출연하여 일약 스타덤에 올랐으며, 미남의 대명사이기도 하였다. 정치와 선거 - 대한민국 제1 야당인 더불어민주당이 제1차 정기전국당원대회를 열고 당대표 및 5명의 최고위원을 선출하였다.(※괄호 안은 득표율) - 당대표에 이재명(86.40%) 후보자가 선출되었다. 이재명 당대표는 2022년 전당대회에서 77.77% 득표율로 당대표로 선출되었었으며, 이번 선출로 당대표를 연임하게 되었다. - 최고위원에는 김민석(18.23%), 전현희(15.88%), 김병주(14.14%), 한준호(13.08%), 이언주(12.30%) 등 5명이 선출되었다. |  |      |
| 2024년 8월 18일 (일요일) |  | 편집 |

| 2024년 8월 18일 (일요일) |  | 편집 |

| \| 2024년 8월 19일 (월요일) \| \| 편집 \| |  |      |
|                                           |  |      |
| 2024년 8월 19일 (월요일)                  |  | 편집 |

| 2024년 8월 19일 (월요일) |  | 편집 |

| \| 2024년 8월 20일 (화요일) \| \| 편집 \| |  |      |
|                                           |  |      |
| 2024년 8월 20일 (화요일)                  |  | 편집 |

| 2024년 8월 20일 (화요일) |  | 편집 |

| \| 2024년 8월 21일 (수요일) \| \| 편집 \| |  |      |
|                                           |  |      |
| 2024년 8월 21일 (수요일)                  |  | 편집 |

| 2024년 8월 21일 (수요일) |  | 편집 |

| \| 2024년 8월 22일 (목요일) \| \| 편집 \|                                                  |  |      |
| 법과 범죄 - 텔레그램에서 불법으로 개설된 채팅방을 통해 디지털 성범죄(딥페이크)가 발생했다. |  |      |
| 2024년 8월 22일 (목요일)                                                                   |  | 편집 |

| 2024년 8월 22일 (목요일) |  | 편집 |

| \| 2024년 8월 23일 (금요일) \| \| 편집 \| |  |      |
|                                           |  |      |
| 2024년 8월 23일 (금요일)                  |  | 편집 |

| 2024년 8월 23일 (금요일) |  | 편집 |

| \| 2024년 8월 24일 (토요일) \| \| 편집 \| |  |      |
|                                           |  |      |
| 2024년 8월 24일 (토요일)                  |  | 편집 |

| 2024년 8월 24일 (토요일) |  | 편집 |

| \| 2024년 8월 25일 (일요일) \| \| 편집 \|                                                      |  |      |
| 법과 범죄 - 텔레그램 창업자겸 관리자 파벨 두로프가 프랑스의 파리 르부르제 공항에서 체포되었다. |  |      |
| 2024년 8월 25일 (일요일)                                                                       |  | 편집 |

| 2024년 8월 25일 (일요일) |  | 편집 |

| \| 2024년 8월 26일 (월요일) \| \| 편집 \| |  |      |
|                                           |  |      |
| 2024년 8월 26일 (월요일)                  |  | 편집 |

| 2024년 8월 26일 (월요일) |  | 편집 |

| \| 2024년 8월 27일 (화요일) \| \| 편집 \| |  |      |
|                                           |  |      |
| 2024년 8월 27일 (화요일)                  |  | 편집 |

| 2024년 8월 27일 (화요일) |  | 편집 |

| \| 2024년 8월 28일 (수요일) \| \| 편집 \|                   |  |      |
| 스포츠 - 2024년 하계 패럴림픽이 프랑스 파리에서 개막하였다. |  |      |
| 2024년 8월 28일 (수요일)                                    |  | 편집 |

| 2024년 8월 28일 (수요일) |  | 편집 |

| \| 2024년 8월 29일 (목요일) \| \| 편집 \|                                                                                           |  |      |
| 사고와 재해 - 2024년 제10호 태풍 산산이 일본 가고시마현 사쓰마센다이시에 상륙하였다. 산산은 매우 강한 태풍으로, 느리게 동진 중이다. |  |      |
| 2024년 8월 29일 (목요일) |  | 편집 |

| 2024년 8월 29일 (목요일) |  | 편집 |

| \| 2024년 8월 30일 (금요일) \| \| 편집 \| |  |      |
|                                           |  |      |
| 2024년 8월 30일 (금요일)                  |  | 편집 |

| 2024년 8월 30일 (금요일) |  | 편집 |

| \| 2024년 8월 31일 (토요일) \| \| 편집 \|                                                                          |  |      |
| 사고와 재해 - 2024년 제10호 태풍 산산이 열대저압부로 약화되었다. 8월 29일 일본 가고시마현에 상륙한 지 사흘 만이다. |  |      |
| 2024년 8월 31일 (토요일)                                                                                           |  | 편집 |

| 2024년 8월 31일 (토요일) |  | 편집 |

| <          | 2024년 8월 | 2024년 8월 | 2024년 8월 | 2024년 8월  | 2024년 8월 | >          |
| 일         | 월         | 화         | 수         | 목          | 금         | 토         |
|            |            |            |            | 1 6.27 정유 | 2 28 무술  | 3 29 기해  |
| 4 7.1 경자 | 5 2 신축   | 6 3 임인   | 7 4 계묘   | 8 5 갑진    | 9 6 을사   | 10 7 병오  |
| 11 8 정미  | 12 9 무신  | 13 10 기유 | 14 11 경술 | 15 12 신해  | 16 13 임자 | 17 14 계축 |
| 18 15 갑인 | 19 16 을묘 | 20 17 병진 | 21 18 정사 | 22 19 무오  | 23 20 기미 | 24 21 경신 |
| 25 22 신유 | 26 23 임술 | 27 24 계해 | 28 25 갑자 | 29 26 을축  | 30 27 병인 | 31 28 정묘 |

| - 2024년 - 7월 - 8월 - 9월 편집하기 |